# Grainger megye
Grainger megye az Amerikai Egyesült Államokban, azon belül Tennessee államban található. Megyeszékhelye Rutledge, legnagyobb városa Bean Station. Lakosainak száma 23 527 fő (2020. április 1.). Grainger megye Hancock, Hawkins, Hamblen, Jefferson, Knox, Union és Claiborne megyékkel határos.

## Népesség
A megye népességének változása:
| Lakosok száma | 22 703 | 22 699 | 22 648 | 22 702 | 22 846 | 23 527 |
|               | 2010   | 2011   | 2012   | 2013   | 2015   | 2020   |